# Wang Qi (Leichtathlet)
Wang Qi (chinesisch 王琦 Wáng Qí; * 10. Februar 2001) ist ein chinesischer Leichtathlet, der sich auf den Hammerwurf spezialisiert hat. In dieser Disziplin wurde er 2023 und 2025 Asienmeister und siegte bei den Asienspielen.

## Sportliche Laufbahn
Erste internationale Erfahrungen sammelte Wang Qi im Jahr 2017, als er bei den U18-Weltmeisterschaften in Nairobi mit einer Weite von 66,20 m den neunten Platz im Hammerwurf belegte. Im Jahr darauf nahm er an den Olympischen Jugendspielen in Buenos Aires teil und gewann dort die Bronzemedaille. 2023 siegte er dann bei den Asienmeisterschaften in Bangkok mit einem Wurf auf 72,13 m und gewann damit den ersten Titel für die Volksrepublik seit knapp dreißig Jahren. Im August siegte sie mit 73,63 m bei den World University Games in Chengdu sowie im September mit 72,97 m bei den Asienspielen in Hangzhou. Im Jahr darauf nahm er an den Olympischen Sommerspielen in Paris teil und verpasste dort mit 72,90 m den Finaleinzug und 2025 verteidigte er bei den Asienmeisterschaften in Gumi mit 74,50 m seinen Titel.
In den Jahren 2023 und 2024 wurde Wang chinesischer Meister im Hammerwurf.